# Labeobarbus acutirostris
Labeobarbus acutirostris är en fiskart som först beskrevs av Bini, 1940.  Labeobarbus acutirostris ingår i släktet Labeobarbus och familjen karpfiskar. IUCN kategoriserar arten globalt som sårbar. Inga underarter finns listade i Catalogue of Life.